# Universität Ovidius Constanța

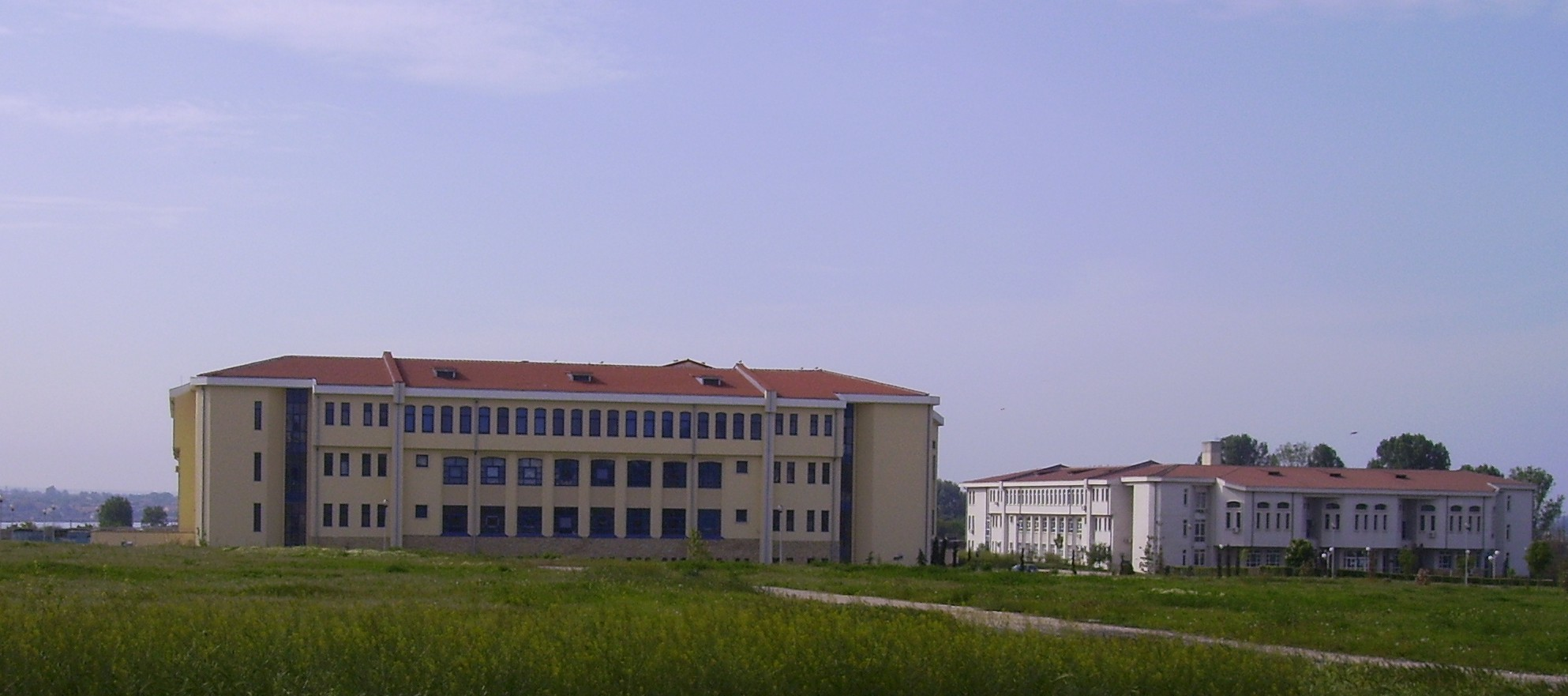
Campus der Universität

Die Universität Ovidius Constanța wurde 1961 als öffentliche Institution der höheren Bildung in Constanța, Rumänien als pädagogisches Institut gegründet und 1990 in eine Universität umgewandelt.
Die Universität Ovidius Constanța ist Mitglied der European University Association (EUA), der European Association of Institutions in Higher Education (EURASHE), und der Agence universitaire de la Francophonie (AUF). Sie ist Gründungsmitglied des Netzwerks der Schwarzmeer-Universitäten und des Netzwerks der Balkan-Universitäten und beherbergt das Generalsekretariat des Netzwerks der Schwarzmeer-Universitäten.

## Geschichte

### 1961 bis 1989
Das pädagogische Institut mit vier Fakultäten wurde durch den Erlass 654/1961 des damaligen Bildungsministers Ilie G. Murgulescu gegründet. Das Institut bestand aus den Fakultäten:
- Fakultät der Literatur
- Fakultät der Mathematik
- Fakultät der Physik und Chemie
- Fakultät der Naturwissenschaften.

1961 hatte das Institut 198 Studenten und 31 Mitarbeiter. Später wurde das Institut um einen Kurs in Geschichte und Geographie erweitert.
Mit dem Dekret 209/1977 wurde das Institut als Einrichtung der höheren Bildung anerkannt. Zu diesem Zeitpunkt wurden einige Kurse aus dem naturwissenschaftlichen Bereich eingestellt, wofür jedoch im Gegenzug neue Kurse in den Bereichen Schweißtechnik, Wassertechnik, Erdöltechnologie und Petrochemie geschaffen wurden. 1984 wurde das Institut umorganisiert, sodass nur noch Ingenieurabschlüsse erworben werden konnten.

### Seit 1990
Der von Ministerpräsident Petre Roman unterzeichnete Regierungsbeschluss 209/1990 wandelte das Institut in eine Universität um, ein Jahr später erhielt die Universität durch den Erlass 4894/1991 des Bildungsministeriums ihren heutigen Namen. Die Universität wurde nach dem Dichter Ovid benannt, der seine letzten Jahre in der früheren griechischen Provinz Tomis verbrachte, was vor 2000 Jahren der Name des heutigen Constanța war. Seit 1990 hat sich die Zahl der Fakultäten auf 16 erhöht.

## Standort
Die Universität Ovidius Constanța befindet sich in Constanța, wobei die Gebäude der Universität in der gesamten Stadt verteilt sind und insgesamt 24.000 m² umfassen.

### Hauptgebäude
Der zentrale (alte) Campus umfasst das Büro des Rektors und die Verwaltung und befindet sich am Mamaia Boulevard 124. Außerdem befinden sich an diesem Standort die Räumlichkeiten der Fakultäten für Mathematik und Informatik, Angewandte Wissenschaften, Ingenieurwissenschaften und Kunst. Die Bauingenieurstudenten lernen in der nahegelegenen Uniriistraße 27, wohingegen die Psychologie- und Ökonomiestudenten in der Ion-Vodă-Straße 58 unterrichtet werden. Neben dem Hauptgebäude befindet sich am Mamaia Boulevard 126 die Universitätsbibliothek.
Der neuere Nordcampus befindet sich an der Universitätsgasse 1, unweit des Mamaia-Sees. Das 1998 fertiggestellte Gebäude A beheimatet die Räumlichkeiten der Fakultäten für Philologie, Wirtschaft, Recht, Geschichte und Theologie sowie eine große Versammlungshalle. Das 2008 erbaute Gebäude B beherbergt die Bereiche Medizin und Biowissenschaften, das nahegelegenen Gebäude C die Bereiche Pharmazie und Zahnmedizin. Weitere Räume der Fakultät für Zahnmedizin befinden sich im 2002 renovierten Gebäude in der Ilarie-Voronca-Straße 58.

## Organisation und Verwaltung
Der Charta der Universität zufolge wird die Universität Ovidius Constanța durch zwei Gremien geleitet: Den Verwaltungsrat für das Tagesgeschäft und den Senat, der als oberstes Entscheidungsgremium die Rahmenbedingungen festlegt. Geleitet wird die Universität von einem Rektor, der der rechtliche Vertreter des Instituts und Präsident des Verwaltungsrates ist, unterstützt wird er von fünf Vizerektoren. Der Senat wird vom Senatspräsidenten geleitet, der von einem Vizepräsidenten unterstützt wird. Die Fakultäten werden durch Dekane geleitet, wobei die Fakultätsräte für fakultätsübergreifende Entscheidungen zuständig sind.
Die Universität Ovidius Constanța besteht aus 16 Fakultäten:
- Fakultät der Literatur
- Fakultät der Theologie
- Fakultät der Geschichte und Politikwissenschaften
- Fakultät der Rechts- und Verwaltungswissenschaften
- Fakultät der Naturwissenschaften
- Fakultät der Leibeserziehung und des Sports
- Fakultät der Angewandten Wissenschaften und Ingenieurwissenschaften
- Fakultät der Mathematik und Informatik
- Fakultät der Ökonomie
- Fakultät der Medizin
- Fakultät der Zahnmedizin
- Fakultät der Pharmazie
- Fakultät des Maschinenbaus, der Industrie- und Meerestechnik
- Fakultät des Bauwesens
- Fakultät der Kunst
- Fakultät der Psychologie und Erziehungswissenschaften

## Studiengänge
Die Universität bietet über 80 Bachelor-Kurse, über 70 Master-Kurse und acht Kurse mit Doktor-Abschluss an.
Auf Englisch werden Bachelor-Kuse in Medizin, Informatik und Kulturwissenschaft angeboten. Die Universität Ovidius Constanța bietet auf Englisch, Französisch und Rumänisch einen Kurs für den Ph.D. an.
2014 stammten die meisten der 1.100 ausländischen Studenten aus der Republik Moldau, Israel, der Türkei, Albanien, dem Vereinigten Königreich, Nordmazedonien, Marokko, Indien, Turkmenistan und Südafrika.
Ausländische Studenten, die auf Rumänisch studieren wollen, müssen zunächst ihre Sprachkenntnisse demonstrieren oder während des Vorbereitungsjahres die Sprache erlernen. Bewerber, die bereits mindestens vier Jahre auf Rumänisch studiert haben, müssen weder den Sprachtest ablegen, noch das Vorbereitungsjahr besuchen.
2014 hatte die Universität etwa 15.000 Studenten.
Seit seiner Wahl im Mai 2014 ist der auf Infektionskrankheiten spezialisierte Arzt und ehemalige Generaldirektor des Klinischen Krankenhauses für Infektionskrankheiten Constanța, Professor Sorin Rugina Rektor der Universität. 2016 wurde er für vier Jahre wiedergewählt.

## Akademisches Profil

### Fakultät der Medizin
Die Fakultät der Medizin wurde 1990 als Fakultät der Allgemeinmedizin, Zahnmedizin und Pharmazie gegründet. 1993 begann die Fakultät, Medizinkurse in unterschiedlichen Fachbereichen auf Englisch anzubieten. Derzeit gibt es 800 Studenten, von denen mehr als 600 auf Englisch und etwa 200 auf Rumänisch studieren.

## Kontroverse
Im Juli 2013 wurde Rektor Dănuţ Epure Tiberius wegen Bestechung festgenommen. Ihm wurde vorgeworfen, er habe über einen Vermittler für die Erleichterung der Zulassung eines ausländischen Studenten an der Fakultät der Pharmazie 1.000 € erhalten. Außerdem wurde berichtet, er habe  über einen Vermittler 9.000 € von Studenten erhalten, die eine Zulassungsprüfung für die Fakultät der Pharmazie ablegten.
Am 11. September 2013 wurde Epure vom Senat der Universität entlassen.